# Etienne Schneider
Etienne Schneider (ur. 29 stycznia 1971 w Dudelange) – luksemburski polityk i ekonomista, minister, w latach 2013–2020 wicepremier.

## Życiorys
Kształcił się w ICHEC Brussels Management School i na University of Greenwich, gdzie w 1995 został absolwentem handlu i finansów. Zaangażował się w działalność Luksemburskiej Socjalistycznej Partii Robotniczej. Od 1995 do 2005 był radnym miejscowości Kayl, następnie przez pięć lat był pierwszym aldermanem we władzach miejskich. W latach 1997–2004 zajmował stanowisko sekretarza generalnego frakcji LSAP w Izbie Deputowanych. Od 2004 był doradcą ministra gospodarki i handlu zagranicznego. W 2010 objął obowiązki wiceprezesa narodowej kompanii kredytowej i inwestycyjnej (SNCI). W 2012 stanął na czele resortu gospodarki i handlu zagranicznego w rządzie Jeana-Claude’a Junckera.
W wyborach w 2013 uzyskał mandat poselski. 4 grudnia 2013 objął urzędy wicepremiera, ministra gospodarki, ministra obrony i ministra bezpieczeństwa wewnętrznego w gabinecie Xaviera Bettela. W 2018 z powodzeniem ubiegał się o poselską reelekcję. 5 grudnia 2018 w kolejnym rządzie dotychczasowego premiera został jednym z dwóch wicepremierów, ministrem gospodarki i ministrem zdrowia.
W grudniu 2019 zadeklarował swoją rezygnację z zajmowanych stanowisk rządowych, kończąc urzędowanie w lutym 2020.
Jest jawnym homoseksualistą.